# Cinnamomum tamala
Cinnamomum tamala (Nees y Eberm), llamada tamalapatra de la India, es una planta de la familia Laureaceae. Sus hojas han recibido distintas denominaciones en textos clásicos y medievales tales como malabathrum, (malayalam: വയണ, hindi: Tej Patta (तेजपत्ता)) u hoja de laurel indio o malobathrum u hoja malabar. En la antigua Grecia y Roma, se utilizaban las hojas para preparar un aceite perfumado, denominado Oleum Malabathri, lo cual les conferia cierto valor. Las hojas son mencionadas en el texto griego del siglo I Periplus Maris Erytraei como uno de los más importantes productos de exportación de la costa Malabar que corresponde a la actual costa de Kerala. El nombre Malabathrum es también utilizado en textos medievales para describir las hojas secas de varios árboles del género Cinnamomum, de los cuales se decía poseían propiedades medicinales.

## Características

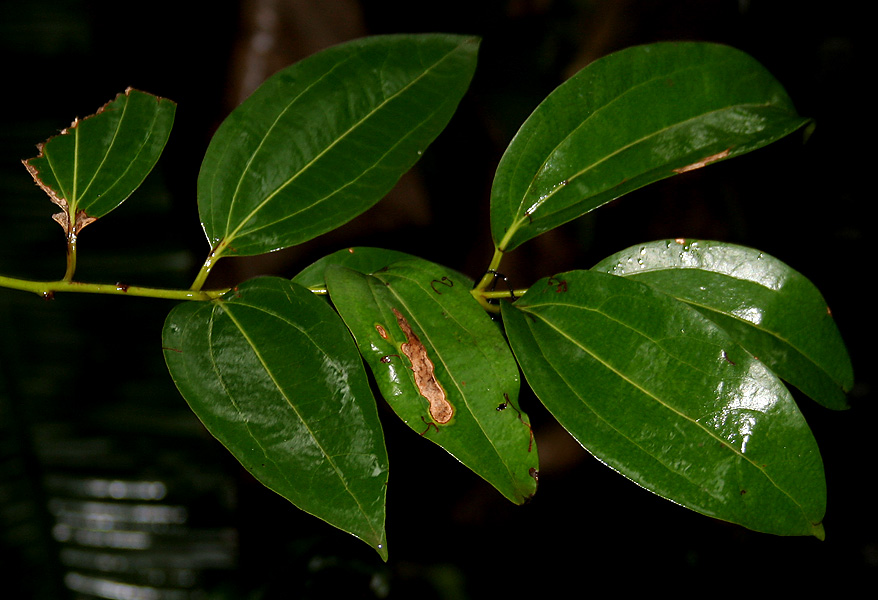
Hojas de malobathrum en Goa, India.

Las hojas, denominadas tejpat en idioma nepalí, tējapattā o tejpatta (तेजपत्ता) en hindi, tejpat en asamés y tamalpatra en marathi y en sánscrito original, son muy utilizadas en la gastronomía de la India, Nepal, y Bután, particularmente en la gastronomía Moghul del norte de la India y Nepal y en el té de hierbas de Tsheringma Bután. Se lo denomina Biryani Aaku o Bagharakku en telugu. 
A menudo, a sus hojas se las denomina en forma errónea como "hojas de laurel de la India," u "hoja de laurel" a secas, esto a pesar de que la verdadera hoja de laurel proviene del árbol Laurus nobilis; un árbol originario de la zona del Mediterráneo de un género diferente, siendo la apariencia y aroma de las dos plantas muy diferentes. Esto puede dar origen a cierta confusión al querer preparar recetas de origen indio o paquistaní. 
Para diferenciarlas, las hojas del verdadero laurel son más cortas y poseen un color verde claro a medio, con una nervadura larga a lo largo de la hoja;photo mientras que las hojas del tejpat son casi el doble de largas y más anchas que las hojas del laurel. Por lo general poseen un tono verde oliva, pueden tener algunas manchas marrones y tienen tres nervaduras a lo largo de la hoja.photo Las hojas de tejpat verdaderas le dan un aroma fuerte a cassia- o canela- a los platos, mientras que el aroma de las hojas del laurel posee notas de fragancias de pino y limón. Las despensas en la India por lo general venden hojas de tejpat verdaderas. Aunque algunos comercio pueden llegar a vender hojas de laurel de Turquía, (Laurus nobilis) en aquellas zonas en las que no se consigue el auténtico tejpat.

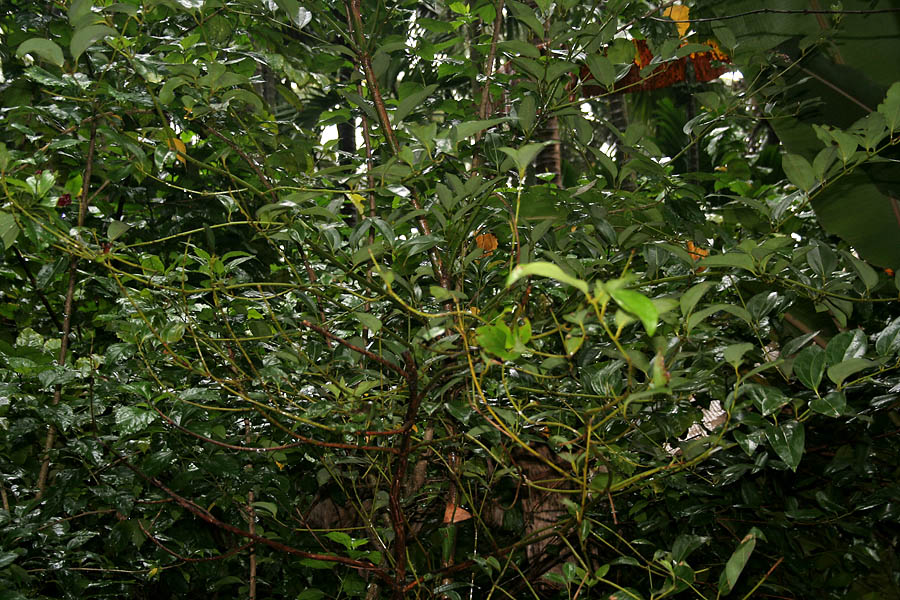
Árbol en Goa, India.

## Taxonomía
Cinnamomum tamala fue descrita por (Buch.-Ham.) Nees y Eberm. y publicado en Handb. Med. Pharm. Bot. 2: 426, 1831.

#### Etimología
Malabar es el nombre de la región en la costa suroeste de la India que forma la zona norte del estado de Kerala. La palabra "Mala" o "Malaya" significa "Montaña" en los idiomas Tamil y Malayalam, como también en sánscrito. También se cree que la palabra "Malabathrum" proviene del vocablo en sánscrito tamālapattram (तमालपत्त्रम्), literalmente "árbol de las hojas oscuras."

## Atributos de su aroma
Compuestos químicos asociados al aroma:
- Eugenol[4][5]
- Beta-Caryophyllene[6]
- Linalool[6]
- Caryophyllene oxide

## Usos
- Trímeros de procianidinas (hojas): Actividad antidiabética, antioxidante e hipolipemiante.
- Ácido cinámico (aceite de hojas/corteza): Actividad antiparasitaria, anticancerígena y antioxidante.

- Polifenol (hoja): Disminución del peso corporal, la grasa visceral, el peso del hígado y los niveles de glucosa en suero.[1]

## Lista de
1. 1 2  Smerq, James; Sharma, Mukta (1 de julio de 2011). «POSSIBLE MECHANISM OF MURRAYA KOENIGII AND CINNAMOMUM TAMALA WITH REFERENCE TO ANTIOXIDANTS ACTIVITY». International Journal of Pharmaceutical Sciences and Drug Research: 260-264. ISSN 0975-248X. doi:10.25004/ijpsdr.2011.030320. Consultado el 29 de junio de 2025.
2. ↑  Colmeiro, Miguel: «Diccionario de los diversos nombres vulgares de muchas plantas usuales ó notables del antiguo y nuevo mundo», Madrid, 1871.
3. ↑  «Cinnamomum tamala (Buch.-Ham.) T.Nees & Eberm.». The Plant List (en inglés). Consultado el 18 de marzo de 2023.
4. ↑  Dighe, V. V. et al.; Gursale, A. A.; Sane, R. T.; Menon, S.; Patel, P. H. (2005). «Quantitative Determination of Eugenol from Cinnamomum tamala Nees and Eberm. Leaf Powder and Polyherbal Formulation Using Reverse Phase Liquid Chromatography». Chromatographia 61 (9 - 10): 443-446. doi:10.1365/s10337-005-0527-6.
5. ↑  Rao, Chandana Venkateswara  et al.; Vijayakumar, M; Sairam, K; Kumar, V (2008). «Antidiarrhoeal activity of the standardised extract of Cinnamomum tamala in experimental rats». Journal of Natural Medicines 62 (4): 396-402. PMID 18493839. doi:10.1007/s11418-008-0258-8.
6. 1 2  Ahmed, Aftab et al.; Choudhary, M. Iqbal; Farooq, Afgan; Demirci, Bet�l; Demirci, Fatih; Can Ba?er, K. H�sn� (2000). «Essential oil constituents of the spice Cinnamomum tamala (Ham.) Nees & Eberm». Flavour and Fragrance Journal 15 (6): 388-390. doi:10.1002/1099-1026(200011/12)15:6<388::AID-FFJ928>3.0.CO;2-F.